# Djadovo
Djadovo (Bulgaars: Дядово) is een dorp in de Bulgaarse gemeente Nova Zagora, oblast Sliven. Het dorp ligt hemelsbreed 37 km ten zuidwesten van Sliven en 222 km ten oosten van Sofia. 

## Bevolking
Op 31 december 2020 telde het dorp Djadovo 432 inwoners. Het aantal inwoners vertoont al vele jaren een dalende trend: in 1946 had het dorp nog 866 inwoners.
|  |

Het dorp heeft een gemengde bevolkingssamenstelling: er wonen zowel etnische Bulgaren, Turken en Roma. In de optionele volkstelling van 2011 identificeerden 223 van de 458 ondervraagden zichzelf als etnische Bulgaren, oftewel 48,7%. De overige inwoners identificeerden zichzelf vooral als etnische Roma (136 personen, of 29,7%) of als etnische Turken (93 inwoners, of 21%).
| Etnische samenstelling van de respondenten (2011) | Etnische samenstelling van de respondenten (2011) | Etnische samenstelling van de respondenten (2011) | Etnische samenstelling van de respondenten (2011) | Etnische samenstelling van de respondenten (2011) |
| ------------------------------------------------- | ------------------------------------------------- | ------------------------------------------------- | ------------------------------------------------- | ------------------------------------------------- |
|                                                   |                                                   |                                                   |                                                   |                                                   |
| Bulgaren                                          | Bulgaren                                          |                                                   | 48,7%                                             | 48,7%                                             |
| Turken                                            | Turken                                            |                                                   | 21,0%                                             | 21,0%                                             |
| Roma                                              | Roma                                              |                                                   | 29,7%                                             | 29,7%                                             |
| Anders/Onbekend                                   | Anders/Onbekend                                   |                                                   | 0,7%                                              | 0,7%                                              |